# Miltinus viduatus
Miltinus viduatus är en tvåvingeart som först beskrevs av John Obadiah Westwood 1835.  Miltinus viduatus ingår i släktet Miltinus och familjen Mydidae. Inga underarter finns listade i Catalogue of Life.